# 장석춘
장석춘(張錫春, 1957년 8월 18일~)은 대한민국의 제20대 국회의원이다.

## 학력
- 1965년 ~ 1971년: 용궁국민학교 졸업
- 1972년 ~ 1974년: 용궁중학교 졸업
- 1974년 ~ 1977년: 청암고등학교 졸업

## 경력
- 1981년 10월: 금성사(현 LG전자) 입사
- 1992년 ~ 1999년: LG전자 노동조합 구미2지부장
- 1999년 ~ 2008년: LG전자 노동조합 위원장
- 1999년 ~ 2000년: 고려대학교 노동대학원 최고지도자과정 수료
- 2006년 ~ 2008년 5월: 전국금속노동조합연맹 위원장
- 2006년 6월 ~ 2010년 3월: 경제사회발전 노사정위원회 위원
- 2007년 5월 ~ 2008년 12월: 중앙노동위원회 근로자위원
- 2007년 5월 ~ 2009년 4월: 최저임금위원회 근로자위원
- 2008년 2월 ~ 2011년 1월: 한국노동조합총연맹 위원장
- 2008년 5월 ~ 2011년 3월: 노사발전재단 공동이사장
- 2008년 ~ 2012년: 국가경쟁력강화위원회 민간위원
- 2009년 ~ 2011년: 민족화해협력 범국민협의회 상임의장
- 2011년 ~ 2013년: 국가인권위원회 정책자문위원
- 2012년 ~ 2013년: 대통령실 고용노동특별보좌관
- 2013년 ~ 2016년 5월: 미래고용노사네트워크 이사장
- 2015년 ~ 2016년 5월: 글로벌나눔네트워크 공동대표
- 2016년 5월 30일 ~ 2020년 5월 29일 :  제20대 국회의원 (경북 구미시 을)
- 2016년 6월 ~ 2018년 5월: 제20대 국회 전반기 환경노동위원회 위원
- 2016년 6월 ~ 2018년 5월: 제20대 국회 전반기 예산결산특별위원회 위원
- 2017년 7월: 자유한국당 노동위원장
- 2017년 12월 ~ 2018년 12월: 자유한국당 원내부대표
- 2018년 2월 ~ 2018년 5월: 자유한국당 지방선거총괄기획단 대여투쟁본부 위원
- 2018년 7월 ~ 2018년 12월 : 제20대 국회 후반기 운영위원회 위원
- 2018년 7월 ~ 2020년 5월 : 제20대 국회 후반기 산업통상자원중소벤처기업위원회 위원
- 2018년 9월 ~ 2019년 8월 : 자유한국당 경북도당 위원장
- 2018년 10월 ~ 2020년 5월 : 제20대 국회 후반기 정치개혁특별위원회 위원
- 2018년 12월 : 자유한국당 원내대표-정책위의장 경선 선거관리위원
- 2018년 12월 ~ 2020년 2월 : 자유한국당 경북도당 구미(을) 당협위원장
- 2019년 4월 : 자유한국당 신정치혁신특별위원회 - 정치혁신소위원회 위원
- 2019년 6월 ~ 2019년 9월 : 자유한국당 2020 경제대전환 위원회 자유로운 노동시장 분과위원
- 2019년 8월 : 자유한국당 강성귀족노조개혁특별위원회 위원
- 2020년 9월 ~ : LG전자 비상근 자문
- 2021년 8월 ~ 2021년 11월: 국민의힘 윤석열 제20대 대통령 선거 예비후보 국민캠프 조직본부 특보단 상임노동특보
- 2021년 12월 ~ 2022년 1월: 국민의힘 살리는 선거대책위원회 직능총괄본부 직능지원단 비정규직차별해소지원본부장

## 논란

### 세비반납 공약 파기 논란
지난 2016년 4월13일 치러진 국회의원 선거에 출마한 현 장석춘 의원등 당시 새누리당 소속 후보자 40명은 국민을 상대로 조건부 세비 반납 약속을 했다.
이들은 갑을개혁, 일자리규제개혁, 청년독립, 4050자유학기제, 마더센터 등 대한민국을 위한 5대 개혁과제를 2017년 5월 31일까지 이행하지 못하면 1년치 세비를 국가에 기부 형태로 반납하겠다고 공언하였으며 .계약서를 작성하고“우리는 ‘대한민국과의 계약’에 서약합니다”라며 “서명일로부터 1년 후인 2017년 5월31일에도 5대 개혁과제가 이행되지 않을 경우, 새누리당 국회의원으로서 1년치 세비를 국가에 기부 형태로 반납할 것임을 엄숙히 서약합니다”라고 썼다. 거기다가 신문에 전면광고를 내고 이 광고를 1년간 보관해달라고 하였다. 이 약속에 이름을 올린 당시 후보는 40명이다. 이들 중 당선자는 27명(강석호, 강효상, 김광림, 김명연, 김무성, 김성태, 김순례, 김정재, 김종석, 박명재, 백승주, 오신환, 원유철, 유의동, 이만희, 이완영, 이우현, 이종명, 이철우, 장석춘, 정유섭, 조훈현, 정준길, 지상욱, 최경환, 최교일, 홍철호)에 달한다.
그러나 국정농단 사태가 벌어지면서 5대과제의 이행은 하나도 되지 않았다. 공약 후 1년이 다되어 세비반납 공약이 논란이 되자 자유한국당 의원들은 이날 보도자료를 통해 "20대 총선에서 당선된 자유한국당 의원은 지난 1년간 5대 개혁과제 법안을 발의함으로써 계약 내용을 이행했다”고 말하였다.
그런데 이중 노동개혁을 위한 고용정책기본법 개정안은 마감 시한인 31일 전날 오전 발의됐되었으며 이들이 앞서 발의한 5개 법안은 이행이 된것이 하나도 없이 모두 해당 상임위에 계류 중인 상태다. 이를 두고 '법안 통과가 되지 않았는데 개혁 과제를 이행했다고 볼 수 있는가', 또 '세비 반납을 피하기 위해 졸속 발의한 것 아닌가' 등의 비판이 일고 있으며 약속했던 세비 반납의 조건이 '과제 이행' 여부였다는 점에서 법안 발의만으로는 약속을 이행했다고 할 수 있는지에 대해서는 논란이 되고 있다

### 국회 본회의 불참하고 베트남 외유성 출장 논란
2018년 12월 27일 2018년의 마지막 본회의를 불참하고 베트남 다낭으로 외유성 출장으로 보이는 출장을 가서 논란이 되고 있다. 김성태 의원과 곽상도, 신보라, 장석춘 등 한국당 운영위 의원들은 12월 27일 본회의를 불참하고 베트남으로 출국하였으며 마지막날 쟁점 사안을 둘러싼 각 상임위별 논의가 막판까지 첨예하게 진행된 가운데, 주요 상임위 소속 의원들이 본회의 등 의사일정에 불참한 것은 부적절한 행동이라는 논란이 일고 있다. 베트남에서의 행사 소요비용 대부분도 운영위 예산으로 사용된 것으로 전해졌다. 참석한 의원실 관계자는 이에 대해 "애초부터 잡혀있던 일정이라 불가피하게 갈 수밖에 없었다"며 "운영위 공식일정으로 베트남 주요 인사 등도 만날 예정이다. 외유성은 아니다"라고 해명했다.

## 역대 선거 결과
| 실시년도 | 선거   | 대수 | 직책     | 선거구         | 정당     | 득표수    | 득표율          | 순위 | 당락 | 비고 |
| -------- | ------ | ---- | -------- | -------------- | -------- | --------- | --------------- | ---- | ---- | ---- |
| 2016년   | 총선   | 20대 | 국회의원 | 경북 구미시 을 | 새누리당 | 36,748 표 | \| \| 52.38% \| | 1위  |      | 초선 |
|          | 52.38% |      |          |                |          |           |                 |      |      |      |

## 같이 보기
- 구미시 을
- 구미시의 국회의원